# Bola de Drac Z: El pare d'en Son Goku
Bola de Drac Z: El pare d'en Son Goku (ラゴンボールゼット たったひとりの最終決戦〜フリーザに挑んだゼット戦士 孫悟空の父〜, Doragon Bōru Zetto Tatta Hitori no Saishū Kessen ~Furīza ni Idonda Zetto-senshi Son Gokū no Chichi) és el primer especial de televisió de la sèrie d'anime Bola de Drac Z, que es basa en el manga Bola de Drac d'Akira Toriyama. Es va emetre a Fuji Television el 17 d'octubre de 1990, entre els episodis 63 i 64. Servint com a preqüela de tota la sèrie, l'especial té lloc dotze anys abans dels esdeveniments de Bola de Drac. Ha estat doblada català.

## Sinopsi
Especial per a televisió que s'ubica a l'arc argumental de Bola de Drac Z. S'explica la història del pare d'en Goku, Bardock, i el seu intent per salvar el seu planeta encara que li costi la vida.

## Crítica
Chris Beveridge de Mania.com va dir que "El fet d'explorar una mica més en Bardock és definitivament positiu, i segurament podria portar un arc ell mateix que ens podria explicar millor la dels superguerrers de l'espai abanas d'en Freezer".

## Taquilla
Els dies 3 i 5 de novembre de 2018, va tenir una estrena teatral limitada conjunta amb l'especial de televisió Bola de Drac Z: La resurrecció de la fusió en Son Goku i en Vegeta (1990), titulat Bola de Drac Z: Saiyan Double Feature, de Fathom Events als Estats Units. Arrant causa del proper llançament Dragon Ball Super: Broly. Segons Box Office Mojo, a partir del 7 de novembre de 2018, Saiyan Double Feature va obtenir uns ingressos de 540.707 dòlars.